# 싸우자!
싸우자!(¡A Luchar!)는 콜롬비아의 정치 운동으로, 여러 진보적인 노동조합주의자와 사회 운동의 연대로 구성되었다. 

## 1986년 대회
싸우자!의 첫 대회는 1986년 7월 28일~30일에 보고타의 호르헤 엘리시에르 갈리탄 극장에서 열렸다. 이 대회에는 다음 조직이 참여하였다. 
- Colectivos de Trabajo Sindical(정치적으로 ELN와 연관)
- Corriente de Integración Sindical(정치적으로 PRT와 연관)
- Movimiento Pan y Libertad(정치적으로 MIR-PL와 연관)
- Partido Socialista de los Trabajadores(콜롬비아)
- Comandos Obreros Revolucionarios
- FER-Sin Permiso(ELN의 학생 전선)
- Comité de Activistas Creditarios
- Opinión Obrera